# 乙支路
乙支路（：／ Euljiro */?）是韓國首爾特別市中區的一條街道，長3公里，東西走向。西起首爾廣場，東至东大门设计广场一带。以擊敗隋朝的高句麗武將乙支文德命名。
有7个法定洞以乙支路命名：乙支路1街、2街，属明洞；乙支路3街、4街、5街，属乙支路洞；乙支路6街、7街，属光熙洞。该地区在日治時期稱為黃金町。

## 历史
朝鲜王朝时期舊名銅峴（구리개，又作九里介、仇里介），因此地有一座铜色的土丘，属南署下辖的廣通坊、會賢坊、薰陶坊、大平坊、誠明坊、樂善坊、明哲坊。为鑄字所所在地。1882年壬午兵变后，入朝清军驻扎在此地。《中朝商民水陆贸易章程》签订后，又成为华商聚集地。
日韩合并后，划为黄金町，分为黄金町1至7丁目，并开辟东西向的黄金町通，为商贸和轻工业中心。战后改为乙支路1至7街，以抗击隋朝入侵的高句丽将领乙支文德命名，和该地的华商背景有关（以日本人聚居区著称的本町地区则更名为以抗日将领李舜臣命名的“忠武路”）。
朝鲜战争期间被夷为平地，战后形成贫民窟。1966年，政府集中清理贫民窟，将乙支路地区重新打造为商贸区，1968年建成世運商街。

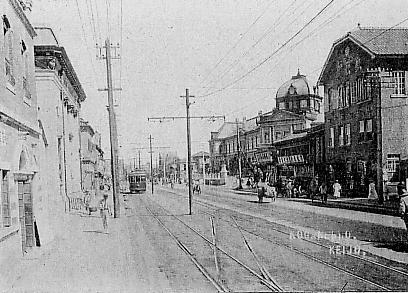
日治時期的黄金町通
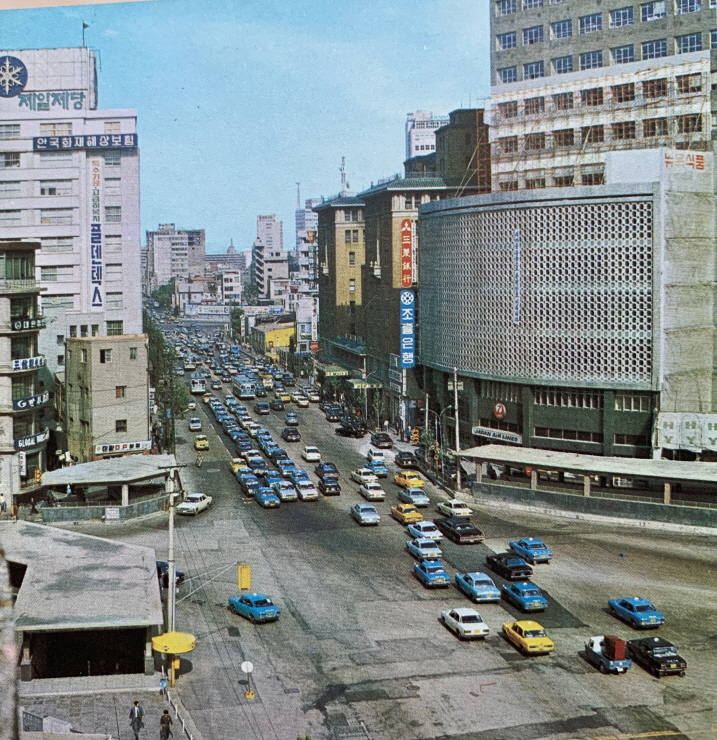
1971年乙支路入口

## 经济和文化
乙支路地区最早是朝鲜王朝鑄字所、1883年创立的博文局、1884年创立的廣印社所在地，有印刷业传统。至今仍是印刷店聚集的地区，2014年有5,492家印刷店，占全韩国总数的29.6%。
这里亦有一些金属加工业者和电子产品店。

## 交通
首尔地下铁在此设乙支路入口站、乙支路3街站、乙支路4街站、東大門歷史文化公園站。